# Japan Open 2003
Die Japan Open 2003 im Badminton fanden vom 1. bis zum 6. April 2003 statt. Veranstaltungsort war die Kokuritsu Yoyogi Kyōgijō in Shibuya, Tokio.

## Sieger und Platzierte
| Disziplin    | Gold                    | Silber                         | Bronze                      |
| ------------ | ----------------------- | ------------------------------ | --------------------------- |
| Herreneinzel | Xia Xuanze              | Lin Dan                        | Taufik Hidayat              |
| Herreneinzel | Xia Xuanze              | Lin Dan                        | Kenneth Jonassen            |
| Dameneinzel  | Camilla Martin          | Xie Xingfang                   | Wang Chen                   |
| Dameneinzel  | Camilla Martin          | Xie Xingfang                   | Pi Hongyan                  |
| Herrendoppel | Eng Hian Flandy Limpele | Chen Qiqiu Cheng Rui           | Lars Paaske Jonas Rasmussen |
| Herrendoppel | Eng Hian Flandy Limpele | Chen Qiqiu Cheng Rui           | Mathias Boe Michael Lamp    |
| Damendoppel  | Gao Ling Huang Sui      | Wei Yili Zhao Tingting         | Lee Hyo-jung Yim Kyung-jin  |
| Damendoppel  | Gao Ling Huang Sui      | Wei Yili Zhao Tingting         | Lee Kyung-won Ra Kyung-min  |
| Mixed        | Zhang Jun Gao Ling      | Jens Eriksen Mette Schjoldager | Kim Dong-moon Ra Kyung-min  |
| Mixed        | Zhang Jun Gao Ling      | Jens Eriksen Mette Schjoldager | Chen Qiqiu Zhao Tingting    |

## Finalergebnisse
| Disziplin    | Sieger                  | Finalist                       | Ergebnis          |
| ------------ | ----------------------- | ------------------------------ | ----------------- |
| Herreneinzel | Xia Xuanze              | Lin Dan                        | 15-12, 15-10      |
| Dameneinzel  | Camilla Martin          | Xie Xingfang                   | 11-1, 11-5        |
| Herrendoppel | Flandy Limpele Eng Hian | Chen Qiqiu Cheng Rui           | 15-5, 15-12       |
| Damendoppel  | Gao Ling Huang Sui      | Wei Yili Zhao Tingting         | 10-13, 11-6, 11-5 |
| Mixed        | Zhang Jun Gao Ling      | Jens Eriksen Mette Schjoldager | 9-11, 11-8, 11-9  |

## Ergebnisse

### Herreneinzel Qualifikation
- Kazuhiro Shimogami –  Mathew Fogarty: 15-0 / 15-6
- Chien Yu-hsiu –  Sergio Llopis: 15-8 / 15-5
- Yeoh Kay Bin –  Liao Sheng-shiun: 15-11 / 15-13
- Park Sung-hwan –  Toru Matsumoto: 15-5 / 15-3
- Zhu Weilun –  Chang Feng-chin: 15-2 / 15-6
- Shinya Ohtsuka –  Dean Schoppe: 15-1 / 15-1
- Peter Gade –  Poompat Sapkulchananart: 15-0 / 15-0
- Yuichi Ikeda –  Pei Wei Chung: 15-3 / 15-11
- Qiu Bohui –  Shinji Shinkai: 15-7 / 7-15 / 15-8
- Hiroshi Shimizu –  Kennevic Asuncion: 13-15 / 15-9 / 15-9
- Kazuhiro Shimogami –  Huang Chien-jung: 15-8 / 15-12
- Chien Yu-hsiu –  Yusuke Shinkai: 15-10 / 15-7
- Yeoh Kay Bin –  Yohan Hadikusumo Wiratama: 15-8 / 15-2
- Park Sung-hwan –  Zhu Weilun: 12-15 / 15-10 / 15-12
- Peter Gade –  Shinya Ohtsuka: 15-10 / 15-6
- Yuichi Ikeda –  Chen Chih-hao: 15-6 / 6-15 / 15-6
- Hendrawan –  Qiu Bohui: 15-5 / 15-10
- Chen Gang –  Hiroshi Shimizu: 11-15 / 15-2 / 15-6

### Herreneinzel
- Björn Joppien –  Niels Christian Kaldau: 15-1 / 12-15 / 15-8
- Roslin Hashim –  Kazuhiro Shimogami: 15-1 / 15-9
- Lin Dan –  Yong Hock Kin: 5-15 / 15-8 / 15-10
- Yeoh Kay Bin –  Keita Masuda: 15-8 / 15-5
- Chien Yu-hsiu –  Bao Chunlai: 8-15 / 15-11 / 15-8
- Budi Santoso –  Sairul Amar Ayob: 15-11 / 7-15 / 15-4
- Shon Seung-mo –  Hendrawan: 10-15 / 15-9 / 15-7
- Agus Hariyanto –  Sony Dwi Kuncoro: 15-10 / 17-16
- Muhammad Hafiz Hashim –  Shoji Sato: 15-9 / 15-7
- Chen Yu  –  Anupap Thiraratsakul: 15-10 / 15-3
- Park Sung-hwan –  Jens Roch: 15-7 / 15-4
- Ismail Saman –  Peter Rasmussen: 15-13 / 15-5
- Peter Gade –  Dicky Palyama: 17-14 / 16-17 / 15-13
- Ronald Susilo –  Aamir Ghaffar: 15-7 / 8-15 / 15-10
- Rony Agustinus –  Yuichi Ikeda: 15-12 / 15-10
- Marleve Mainaky –  Lee Tsuen Seng: 15-9 / 15-8
- Chen Hong –  Sho Sasaki: 15-2 / 15-2
- Roslin Hashim –  Björn Joppien: 14-17 / 15-4 / 15-7
- Indra Wijaya –  Boonsak Ponsana: 15-12 / 15-13
- Lin Dan –  Yeoh Kay Bin: 11-15 / 15-8 / 15-12
- Kenneth Jonassen –  Yousuke Nakanishi: 15-5 / 15-5
- Budi Santoso –  Chien Yu-hsiu: 5-15 / 15-10 / 15-13
- Ong Ewe Hock –  Andrew Smith: 15-6 / 15-6
- Shon Seung-mo –  Agus Hariyanto: 17-15 / 15-12
- Chen Yu  –  Muhammad Hafiz Hashim: 9-15 / 15-7 / 15-8
- Taufik Hidayat –  Hidetaka Yamada: 15-10 / 15-6
- Ismail Saman –  Park Sung-hwan: 8-15 / 17-14 / 15-4
- Ng Wei –  Anders Boesen: 15-7 / 15-11
- Peter Gade –  Ronald Susilo: 15-12 / 15-5
- Lee Hyun-il –  Chen Gang: 15-2 / 15-8
- Marleve Mainaky –  Rony Agustinus: 15-11 / 15-3
- Xia Xuanze –  Nabil Lasmari: 15-5 / 15-2
- Chen Hong –  Roslin Hashim: 15-3 / 15-11
- Lin Dan –  Indra Wijaya: 17-14 / 11-15 / 15-9
- Kenneth Jonassen –  Budi Santoso: 15-7 / 15-2
- Shon Seung-mo –  Ong Ewe Hock: 15-14 / 15-4
- Taufik Hidayat –  Chen Yu: 12-15 / 17-16 / 15-5
- Ng Wei –  Ismail Saman: 17-14 / 17-16
- Peter Gade –  Lee Hyun-il: 17-14 / 15-8
- Xia Xuanze –  Marleve Mainaky: 15-12 / 8-15 / 15-11
- Lin Dan –  Chen Hong: 8-15 / 15-10 / 17-14
- Kenneth Jonassen –  Shon Seung-mo: 15-3 / 15-7
- Taufik Hidayat –  Ng Wei: 15-13 / 17-15
- Xia Xuanze –  Peter Gade: 15-12 / 15-8
- Lin Dan –  Kenneth Jonassen: 15-8 / 16-17 / 15-10
- Xia Xuanze –  Taufik Hidayat: 15-9 / 17-15
- Xia Xuanze –  Lin Dan: 15-12 / 15-10

### Dameneinzel Qualifikation
- Jun Jae-youn –  Kumiko Ogura: 11-6 / 11-5
- Bae Seung-hee –  Dewi Tira Arisandi: 11-3 / 11-7
- Zhu Lin –  Mihoko Matsuo: 11-1 / 11-1
- Tomomi Matsuda –  Chien Yu-chin: 8-11 / 11-6 / 13-11
- Mika Anjo –  Miyo Akao: 8-11 / 11-4 / 11-7
- Jun Jae-youn –  Mesinee Mangkalakiri: 11-0 / 11-0
- Cheng Shao-chieh –  Fumi Iwawaki: 11-7 / 11-6
- Bae Seung-hee –  Etsuko Teramoto: 11-8 / 11-5
- Eriko Hirose –  Ikue Tatani: 11-5 / 4-11 / 11-1
- Liu Jian –  Tomomi Matsuda: 11-9 / 11-4
- Sachiko Sekimoto –  Denyse Julien: 13-12 / 11-4
- Yang Chia-chen –  Kennie Asuncion: 12-11 / 8-11 / 11-7
- Salakjit Ponsana –  Rita Yuan Gao: 11-1 / 11-3
- Maria Kristin Yulianti –  Agnese Allegrini: 11-13 / 11-8 / 11-6
- Yu Hirayama –  Tatiana Vattier: 11-3 / 11-5
- Jun Jae-youn –  Mika Anjo: 11-5 / 11-0
- Bae Seung-hee –  Cheng Shao-chieh: 11-7 / 11-6
- Zhu Lin –  Eriko Hirose: 5-11 / 11-9 / 11-1
- Liu Jian –  Dian Novita Sari: 11-3 / 11-7
- Kyoko Komuro –  Dolores Marco: 11-6 / 11-0
- Sachiko Sekimoto –  Yang Chia-chen: 11-13 / 13-12 / 11-1
- Salakjit Ponsana –  Chiharu Tagami: 11-3 / 11-0
- Yu Hirayama –  Maria Kristin Yulianti: 11-8 / 11-5

### Dameneinzel
- Zhang Ning –  Kyoko Komuro: 11-4 / 11-2
- Yu Hirayama –  Karina de Wit: 11-3 / 11-3
- Camilla Martin –  Zhu Lin: 11-0 / 11-0
- Salakjit Ponsana –  Juliane Schenk: 11-2 / 7-11 / 11-6
- Zhou Mi –  Charmaine Reid: 11-8 / 11-5
- Kim Kyeung-ran –  Julia Mann: 11-6 / 11-1
- Pi Hongyan –  Kanako Yonekura: 11-8 / 11-6
- Petra Overzier –  Ling Wan Ting: 13-11 / 11-6
- Nicole Grether –  Yao Jie: 6-11 / 11-9 / 11-4
- Xie Xingfang –  Sachiko Sekimoto: 11-3 / 12-13 / 11-3
- Bae Seung-hee –  Judith Meulendijks: 7-11 / 11-5 / 11-6
- Gong Ruina –  Louisa Koon Wai Chee: 11-2 / 11-7
- Marina Andrievskaia –  Tracey Hallam: 11-6 / 1-11 / 9-7
- Jun Jae-youn –  Mia Audina: 8-11 / 11-7 / 11-0
- Liu Jian –  Miho Tanaka: 6-11 / 13-10 / 11-4
- Wang Chen –  Kaori Mori: 11-5 / 6-11 / 11-8
- Zhang Ning –  Yu Hirayama: 11-5 / 11-1
- Camilla Martin –  Salakjit Ponsana: 11-2 / 11-6
- Zhou Mi –  Kim Kyeung-ran: 11-9 / 11-7
- Pi Hongyan –  Petra Overzier: 11-4 / 11-9
- Xie Xingfang –  Nicole Grether: 11-6 / 11-2
- Gong Ruina –  Bae Seung-hee: 11-4 / 11-4
- Jun Jae-youn –  Marina Andrievskaia: 11-9 / 8-11 / 11-3
- Wang Chen –  Liu Jian: 11-5 / 11-8
- Camilla Martin –  Zhang Ning: 11-4 / 0-11 / 11-2
- Pi Hongyan –  Zhou Mi: 7-11 / 11-6 / 11-7
- Xie Xingfang –  Gong Ruina: 11-9 / 13-12
- Wang Chen –  Jun Jae-youn: 11-5 / 11-5
- Camilla Martin –  Pi Hongyan: 11-3 / 11-7
- Xie Xingfang –  Wang Chen: 11-3 / 11-0
- Camilla Martin –  Xie Xingfang: 11-1 / 11-5

### Herrendoppel Qualifikation
- Reony Mainaky /  Marleve Mainaky –  Hu Chung-shien /  Lee Wei-jen: 17-16 / 15-10
- Peter Jeffrey /  Ian Sullivan –  Tatsuya Hirai /  Keishi Kawaguchi: 15-10 / 15-7
- Chien Yu-hsun /  Huang Shih-chung –  Jochen Cassel /  Joachim Tesche: 15-13 / 17-15
- Norio Imai /  Hiroshi Ohyama –  Chen Chih-hao /  Huang Chien-jung: 15-4 / 17-14
- Yohan Hadikusumo Wiratama /  Yau Tsz Yuk –  Davis Efraim /  Karel Mainaky: 17-15 / 12-15 / 15-6
- Ingo Kindervater /  Björn Siegemund –  Toshiaki Kuroda /  Yusuke Nakao: 15-12 / 15-8
- Takuya Katayama /  Yuzo Kubota –  Chang Feng-chin /  Liao Sheng-shiun: 15-7 / 15-1
- Chen Qiqiu /  Cheng Rui –  Shinji Ohta /  Takuya Takehana: 15-6 / 12-15 / 15-6
- Cai Yun /  Fu Haifeng –  Ronald Susilo /  Indra Wijaya: 15-4 / 15-3
- Philippe Bourret /  Brian Prevoe –  Naoki Kawamae /  Yusuke Shinkai: 15-5 / 15-8
- Reony Mainaky /  Marleve Mainaky –  Peter Jeffrey /  Ian Sullivan: 11-15 / 15-9 / 15-11
- Yuichi Ikeda /  Shoji Sato –  Chien Yu-hsun /  Huang Shih-chung: 17-16 / 15-12
- Yohan Hadikusumo Wiratama /  Yau Tsz Yuk –  Norio Imai /  Hiroshi Ohyama: 15-6 / 15-4
- Ingo Kindervater /  Björn Siegemund –  Mathew Fogarty /  Dean Schoppe: 15-5 / 15-2
- Takuya Katayama /  Yuzo Kubota –  Ng Wei /  Wong Tsz Yin: 7-15 / 15-3 / 15-2
- Chen Qiqiu /  Cheng Rui –  Takanori Aoki /  Toru Matsumoto: 15-5 / 15-7
- Cai Yun /  Fu Haifeng –  Kohei Hayasaka /  Shintaro Ikeda: 15-3 / 15-1
- Lee Sung-yuan /  Lin Wei-hsiang –  Philippe Bourret /  Brian Prevoe: 15-10 / 15-3

### Herrendoppel
- Ha Tae-kwon /  Kim Dong-moon –  Luluk Hadiyanto /  Bambang Suprianto: 15-9 / 15-2
- Sigit Budiarto /  Candra Wijaya –  Keita Masuda /  Tadashi Ohtsuka: 15-0 / 12-15 / 15-3
- Anthony Clark /  Nathan Robertson –  Ingo Kindervater /  Björn Siegemund: 15-1 / 15-0
- Chen Qiqiu /  Cheng Rui –  Howard Bach /  Kevin Han: 14-17 / 15-5 / 15-4
- Lars Paaske /  Jonas Rasmussen –  Takuya Katayama /  Yuzo Kubota: 15-5 / 15-7
- Cai Yun /  Fu Haifeng –  Tsai Chia-hsin /  Tseng Chung-lin: 15-10 / 15-6
- Wang Wei /  Zhang Wei –  Yohan Hadikusumo Wiratama /  Yau Tsz Yuk: 15-9 / 15-6
- Liu Kwok Wa /  Albertus Susanto Njoto –  José Antonio Crespo /  Sergio Llopis: 15-8 / 15-11
- Lee Sung-yuan /  Lin Wei-hsiang –  Shuichi Nakao /  Shuichi Sakamoto: 12-15 / 15-6 / 15-7
- Eng Hian /  Flandy Limpele –  Kristof Hopp /  Thomas Tesche: 15-4 / 15-9
- Jim Laugesen /  Michael Søgaard –  Manuel Dubrulle /  Mihail Popov: 15-4 / 15-6
- Lee Dong-soo /  Yoo Yong-sung –  Alvent Yulianto /  Halim Haryanto: 15-6 / 15-8
- Mathias Boe /  Michael Lamp –  Tony Gunawan /  Khankham Malaythong: 15-7 / 7-15 / 15-8
- Patapol Ngernsrisuk /  Sudket Prapakamol –  Kim Yong-hyun /  Yim Bang-eun: 15-6 / 13-15 / 17-14
- Sang Yang /  Zheng Bo –  Reony Mainaky /  Marleve Mainaky: 15-5 / 8-15 / 15-11
- Jens Eriksen /  Martin Lundgaard Hansen –  Yuichi Ikeda /  Shoji Sato: 15-8 / 15-11
- Sigit Budiarto /  Candra Wijaya –  Ha Tae-kwon /  Kim Dong-moon: 15-8 / 15-12
- Chen Qiqiu /  Cheng Rui –  Anthony Clark /  Nathan Robertson: 15-12 / 15-13
- Lars Paaske /  Jonas Rasmussen –  Cai Yun /  Fu Haifeng: 15-13 / 17-14
- Wang Wei /  Zhang Wei –  Liu Kwok Wa /  Albertus Susanto Njoto: 15-8 / 15-3
- Eng Hian /  Flandy Limpele –  Lee Sung-yuan /  Lin Wei-hsiang: 15-7 / 15-3
- Lee Dong-soo /  Yoo Yong-sung –  Jim Laugesen /  Michael Søgaard: 15-5 / 13-15 / 15-1
- Mathias Boe /  Michael Lamp –  Patapol Ngernsrisuk /  Sudket Prapakamol: 15-5 / 15-13
- Jens Eriksen /  Martin Lundgaard Hansen –  Sang Yang /  Zheng Bo: 15-12 / 13-15 / 15-13
- Chen Qiqiu /  Cheng Rui –  Sigit Budiarto /  Candra Wijaya: 15-5 / 15-8
- Lars Paaske /  Jonas Rasmussen –  Wang Wei /  Zhang Wei: 15-8 / 15-2
- Eng Hian /  Flandy Limpele –  Lee Dong-soo /  Yoo Yong-sung: 15-8 / 17-14
- Mathias Boe /  Michael Lamp –  Jens Eriksen /  Martin Lundgaard Hansen: 11-15 / 17-16 / 15-13
- Chen Qiqiu /  Cheng Rui –  Lars Paaske /  Jonas Rasmussen: 15-9 / 5-15 / 17-16
- Eng Hian /  Flandy Limpele –  Mathias Boe /  Michael Lamp: 15-7 / 15-11
- Eng Hian /  Flandy Limpele –  Chen Qiqiu /  Cheng Rui: 15-5 / 15-12

### Damendoppel Qualifikation
- Zhang Dan /  Zhang Yawen –  Aki Akao /  Tomomi Matsuda: 11-1 / 11-8
- Michiko Kanagami /  Masami Yamazaki –  Pi Hongyan /  Tatiana Vattier: 11-2 / 11-5
- Mao Kurokawa /  Shiori Sano –  Cheng Shao-chieh /  Lina Taft: 11-3 / 11-3
- Yoshiko Iwata /  Miyuki Tai –  Duanganong Aroonkesorn /  Salakjit Ponsana: 11-0 / 11-3
- Chang Yun-ju /  Yang Chia-chen –  Mihoko Matsuo /  Miyuki Tamura: 11-5 / 11-3

### Damendoppel
- Gao Ling /  Huang Sui –  Yasuyo Imabeppu /  Noriko Okuma: 11-3 / 11-0
- Jo Novita /  Lita Nurlita –  Zhang Ning /  Zhou Mi: 11-3 / 13-10
- Ann-Lou Jørgensen /  Rikke Olsen –  Seiko Yamada /  Shizuka Yamamoto: 11-7 / 11-3
- Cheng Wen-hsing /  Chien Yu-chin –  Carina Mette /  Kathrin Piotrowski: 11-3 / 11-2
- Sathinee Chankrachangwong /  Saralee Thungthongkam –  Liza Parker /  Suzanne Rayappan: 11-7 / 11-2
- Akiko Nakashima /  Chihiro Ohsaka –  Gong Ruina /  Xie Xingfang: 11-4 / 11-4
- Lee Hyo-jung /  Yim Kyung-jin –  Chang Yun-ju /  Yang Chia-chen: 11-1 / 11-5
- Gail Emms /  Donna Kellogg –  Yoshimi Hataya /  Satoko Suetsuna: 11-5 / 11-6
- Yoshiko Iwata /  Miyuki Tai –  Rita Yuan Gao /  Sandra Watt: 11-5 / 13-11
- Michiko Kanagami /  Masami Yamazaki –  Nicole Grether /  Juliane Schenk: 11-4 / 11-7
- Joanne Nicholas /  Natalie Munt –  Helen Nichol /  Charmaine Reid: 11-4 / 11-2
- Wei Yili /  Zhao Tingting –  Yuka Hayashi /  Yu Wakita: 11-1 / 11-1
- Louisa Koon Wai Chee /  Li Wing Mui –  Mao Kurokawa /  Shiori Sano: 13-10 / 13-12
- Lee Kyung-won /  Ra Kyung-min –  Chikako Nakayama /  Keiko Yoshitomi: 11-6 / 11-6
- Mia Audina /  Lotte Jonathans –  Eny Erlangga /  Liliyana Natsir: 11-5 / 11-7
- Zhang Dan /  Zhang Yawen –  Pernille Harder /  Mette Schjoldager: 11-7 / 11-2
- Gao Ling /  Huang Sui –  Jo Novita /  Lita Nurlita: 11-8 / 11-6
- Cheng Wen-hsing /  Chien Yu-chin –  Ann-Lou Jørgensen /  Rikke Olsen: 11-8 / 2-11 / 11-6
- Sathinee Chankrachangwong /  Saralee Thungthongkam –  Akiko Nakashima /  Chihiro Ohsaka: 11-3 / 11-2
- Lee Hyo-jung /  Yim Kyung-jin –  Gail Emms /  Donna Kellogg: 11-1 / 11-5
- Yoshiko Iwata /  Miyuki Tai –  Michiko Kanagami /  Masami Yamazaki: 11-1 / 11-5
- Wei Yili /  Zhao Tingting –  Joanne Nicholas /  Natalie Munt: 11-3 / 11-7
- Lee Kyung-won /  Ra Kyung-min –  Louisa Koon Wai Chee /  Li Wing Mui: 11-2 / 11-2
- Zhang Dan /  Zhang Yawen –  Mia Audina /  Lotte Jonathans: 4-11 / 11-4 / 11-9
- Gao Ling /  Huang Sui –  Cheng Wen-hsing /  Chien Yu-chin: 11-5 / 11-5
- Lee Hyo-jung /  Yim Kyung-jin –  Sathinee Chankrachangwong /  Saralee Thungthongkam: 13-12 / 11-2
- Wei Yili /  Zhao Tingting –  Yoshiko Iwata /  Miyuki Tai: 11-4 / 11-4
- Lee Kyung-won /  Ra Kyung-min –  Zhang Dan /  Zhang Yawen: 11-1 / 11-7
- Gao Ling /  Huang Sui –  Lee Hyo-jung /  Yim Kyung-jin: 11-5 / 11-0
- Wei Yili /  Zhao Tingting –  Lee Kyung-won /  Ra Kyung-min: 11-8 / 8-11 / 11-9
- Gao Ling /  Huang Sui –  Wei Yili /  Zhao Tingting: 10-13 / 11-6 / 11-5

### Mixed Qualifikation
- Graham Hurrell /  Joanne Nicholas –  Keisuke Kida /  Yasuyo Imabeppu: 11-6 / 11-3
- Philippe Bourret /  Denyse Julien –  Mathew Fogarty /  Lina Taft: 11-1 / 11-0
- Masahiro Yabe /  Aki Akao –  Brian Prevoe /  Helen Nichol: 11-3 / 11-0
- Thomas Tesche /  Carina Mette –  Kazuhiro Honda /  Keiko Yoshitomi: 11-9 / 9-11 / 11-2
- Peter Jeffrey /  Suzanne Rayappan –  Kennevic Asuncion /  Kennie Asuncion: 8-11 / 11-8 / 11-5
- Sang Yang /  Zhang Yawen –  Yau Tsz Yuk /  Ling Wan Ting: 11-7 / 11-4
- Anthony Clark /  Tracey Hallam –  Yim Bang-eun /  Lee Kyung-won: 11-3 / 11-9
- Fredrik Bergström /  Johanna Persson –  Graham Hurrell /  Joanne Nicholas: 11-3 / 11-1
- Tsuyoshi Fukui /  Noriko Okuma –  Philippe Bourret /  Denyse Julien: 11-1 / 11-5
- Kristof Hopp /  Kathrin Piotrowski –  Hiroyuki Yamaguchi /  Rie Ichihashi: 11-8 / 11-9
- Zheng Bo /  Zhang Dan –  Masahiro Yabe /  Aki Akao: 11-2 / 11-9
- Flandy Limpele /  Liza Parker –  Thomas Tesche /  Carina Mette: 11-9 / 11-6
- Peter Jeffrey /  Suzanne Rayappan –  Liu Kwok Wa /  Li Wing Mui: 11-6 / 11-8
- Sang Yang /  Zhang Yawen –  Chien Yu-hsun /  Chang Yun-ju: 11-4 / 11-8
- Anthony Clark /  Tracey Hallam –  Toru Matsumoto /  Miyuki Tai: 11-8 / 11-7

### Mixed
- Jens Eriksen /  Mette Schjoldager –  Anthony Clark /  Tracey Hallam: 11-8 / 11-6
- Albertus Susanto Njoto /  Wang Chen –  Tsuyoshi Fukui /  Noriko Okuma: 11-5 / 11-8
- Kim Yong-hyun /  Lee Hyo-jung –  Patapol Ngernsrisuk /  Saralee Thungthongkam: 11-9 / 11-5
- Sang Yang /  Zhang Yawen –  Robert Blair /  Natalie Munt: 11-5 / 11-5
- Mathias Boe /  Lotte Jonathans –  Flandy Limpele /  Liza Parker: 11-8 / 11-3
- Fredrik Bergström /  Johanna Persson –  Norio Imai /  Chikako Nakayama: 13-10 / 10-13 / 11-6
- Chen Qiqiu /  Zhao Tingting –  Peter Jeffrey /  Suzanne Rayappan: 8-11 / 11-4 / 11-3
- Tri Kusharyanto /  Emma Ermawati –  Björn Siegemund /  Nicol Pitro: 6-11 / 11-2 / 11-7
- Lars Paaske /  Pernille Harder –  Anggun Nugroho /  Eny Widiowati: 4-11 / 11-8 / 11-4
- Michael Lamp /  Ann-Lou Jørgensen –  Zheng Bo /  Zhang Dan: 11-9 / 13-12
- Zhang Jun /  Gao Ling –  Daniel Shirley /  Sara Runesten-Petersen: 11-6 / 11-5
- Tony Gunawan /  Eti Tantra –  Nova Widianto /  Vita Marissa: 11-9 / 11-2
- Sudket Prapakamol /  Sathinee Chankrachangwong –  José Antonio Crespo /  Dolores Marco: 11-4 / 11-9
- Jonas Rasmussen /  Rikke Olsen –  Tsai Chia-hsin /  Cheng Wen-hsing: 11-5 / 11-4
- Kim Dong-moon /  Ra Kyung-min –  Tadashi Ohtsuka /  Shizuka Yamamoto: 11-5 / 11-7
- Nathan Robertson /  Gail Emms –  Kristof Hopp /  Kathrin Piotrowski: 11-6 / 13-12
- Jens Eriksen /  Mette Schjoldager –  Albertus Susanto Njoto /  Wang Chen: 11-9 / 11-5
- Sang Yang /  Zhang Yawen –  Kim Yong-hyun /  Lee Hyo-jung: 11-4 / 11-4
- Mathias Boe /  Lotte Jonathans –  Fredrik Bergström /  Johanna Persson: 13-10 / 11-7
- Chen Qiqiu /  Zhao Tingting –  Tri Kusharyanto /  Emma Ermawati: 11-4 / 4-11 / 11-8
- Lars Paaske /  Pernille Harder –  Michael Lamp /  Ann-Lou Jørgensen: 1-11 / 11-6 / 13-12
- Zhang Jun /  Gao Ling –  Tony Gunawan /  Eti Tantra: 11-3 / 11-6
- Jonas Rasmussen /  Rikke Olsen –  Sudket Prapakamol /  Sathinee Chankrachangwong: 11-7 / 11-4
- Kim Dong-moon /  Ra Kyung-min –  Nathan Robertson /  Gail Emms: 11-9 / 11-2
- Jens Eriksen /  Mette Schjoldager –  Sang Yang /  Zhang Yawen: 11-5 / 11-2
- Chen Qiqiu /  Zhao Tingting –  Mathias Boe /  Lotte Jonathans: 11-6 / 11-9
- Zhang Jun /  Gao Ling –  Lars Paaske /  Pernille Harder: 11-2 / 11-4
- Kim Dong-moon /  Ra Kyung-min –  Jonas Rasmussen /  Rikke Olsen: 11-7 / 11-8
- Jens Eriksen /  Mette Schjoldager –  Chen Qiqiu /  Zhao Tingting: 11-8 / 11-4
- Zhang Jun /  Gao Ling –  Kim Dong-moon /  Ra Kyung-min: 11-7 / 9-11 / 11-7
- Zhang Jun /  Gao Ling –  Jens Eriksen /  Mette Schjoldager: 9-11 / 11-8 / 11-9